# Francine Niyonsaba
Francine Niyonsaba (Nkanda Bweru, 5 de mayo de 1993) es una deportista burundesa que compite en atletismo, especialista en las carreras de mediofondo.
Participó en tres Juegos Olímpicos de Verano, obteniendo una medalla de plata en Río de Janeiro 2016, en la prueba de 800 m, y el quinto lugar en Londres 2012 y Tokio 2020, en la misma distancia.
Ganó una medalla de plata en el Campeonato Mundial de Atletismo de 2017 y dos medallas de oro en el Campeonato Mundial de Atletismo en Pista Cubierta, en los años 2016 y 2018.

## Palmarés internacional
| Juegos Olímpicos                     | Juegos Olímpicos          | Juegos Olímpicos | Juegos Olímpicos |
| Año                                  | Lugar                     | Medalla          | Prueba           |
| ------------------------------------ | ------------------------- | ---------------- | ---------------- |
| 2016                                 | Río de Janeiro (Brasil)   | Medalla de plata | 800 m            |
| Campeonato Mundial                   |                           |                  |                  |
| Año                                  | Lugar                     | Medalla          | Prueba           |
| 2017                                 | Londres (Reino Unido)     | Medalla de plata | 800 m            |
| Campeonato Mundial en Pista Cubierta |                           |                  |                  |
| Año                                  | Lugar                     | Medalla          | Prueba           |
| 2016                                 | Portland (Estados Unidos) | Medalla de oro   | 800 m            |
| 2018                                 | Birmingham (Reino Unido)  | Medalla de oro   | 800 m            |